# María Victoria

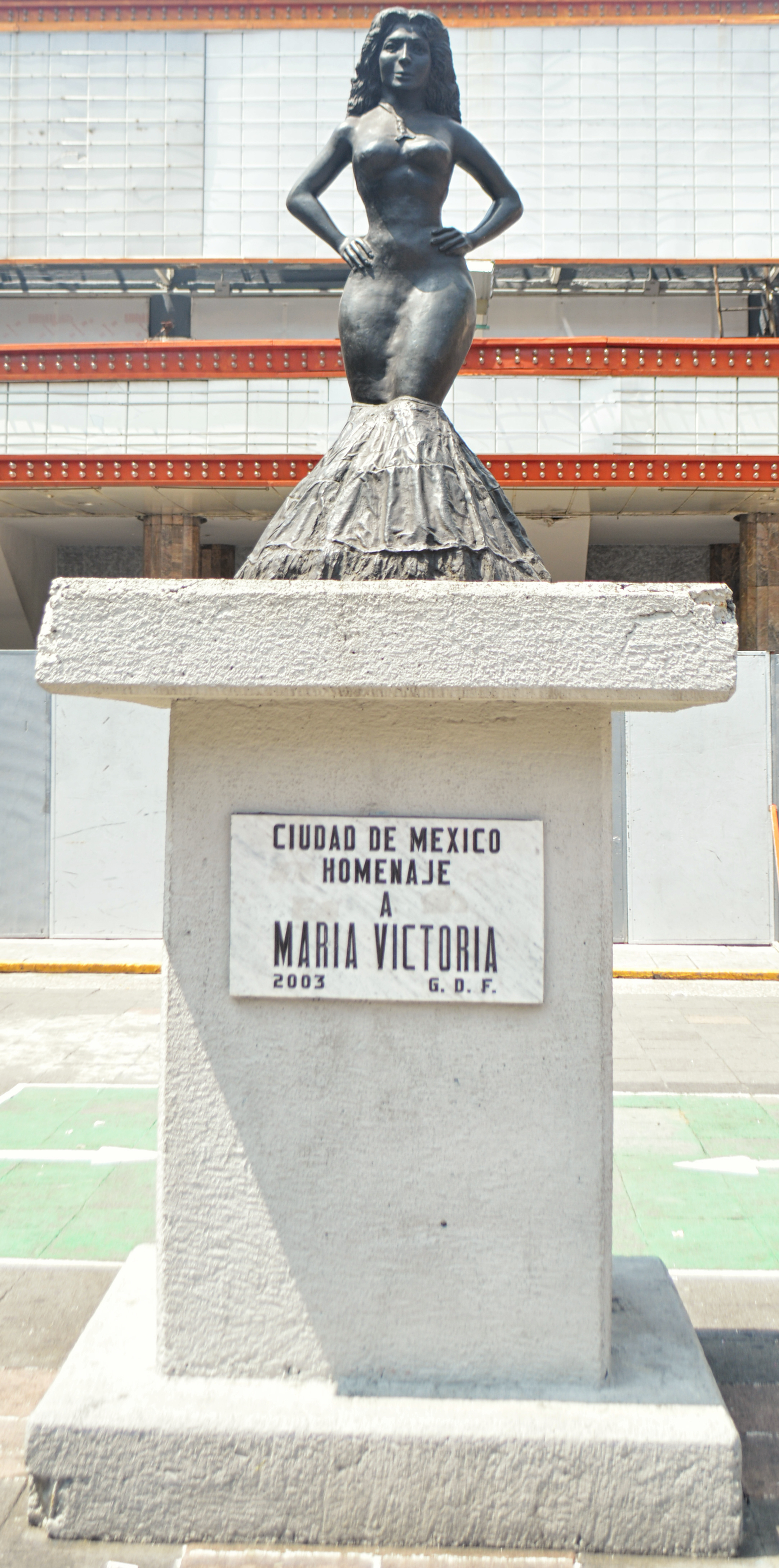
Skulptur von Maria Victoria in Mexiko-Stadt (2016)

María Victoria Cervantes Cervantes (* 26. Februar 1927 in Guadalajara) ist eine mexikanische Schauspielerin und Sängerin.
María Victoria begann ihre Laufbahn sechsjährig an der Seite von Paco Miller und trat mit ihren Schwestern als Sängerin und Schauspielerin auf. Ihr Kinodebüt hatte sie 1942 in dem Film Canto de las Américas. Sie wirkte dann in Mexiko und Spanien in mehr als vierzig Filmen mit, darunter Monte de piedad, Serenata en Acapulco, Amor perdido, Puerto de tentación, Mujeres de teatro und Solamente una vez. Im Fernsehen spielte sie u. a. in den Telenovelas Baila conmigo, María José, Desencuentro, Siempre te amaré und De pocas, pocas pulgas.
Als Sängerin nahm sie mehr als 500 Songs auf und veröffentlichte etwa einhundert Alben. Musiker wie Agustín Lara und Juan Gabriel komponierten Lieder für sie. Sie unternahm mehrere Konzertreisen durch Mexiko und die USA und gewann mehrere Goldene Schallplatten. María Victoria ist in zweiter Ehe mit dem Schauspieler Rubén Zepeda Novelo verheiratet.

## Filmografie
- 1951: Serenata en Acapulco
- 1951: Amor perdido
- 1951: Monte de piedad
- 1951: Puerto de tentación
- 1951: Mujeres de teatro
- 1952: Porque peca la mujer
- 1952: Cuando los hijos pecan
- 1952: Póker de ases
- 1953: Del rancho a la televisión
- 1953: Había una vez un marido
- 1953: La mujer desnuda
- 1953: Sí, mi vida
- 1954: Al son del charlestón
- 1954: Solamente una vez
- 1954: Maldita ciudad (un drama cómico)
- 1954: Estoy taan enamorada
- 1955: Los paquetes de Paquita
- 1955: Cupido pierde a Paquita
- 1956: Una movida chueca
- 1956: Viva la juventud!
- 1956: Pensión de artistas
- 1957: Muertos de risa
- 1958: Pepito y los robachicos
- 1958: Música en la noche
- 1958: Mientras el cuerpo aguante
- 1959: Cada quién su música
- 1961: Tres balas perdidas
- 1962: Domingos Herdez (Fernsehserie)
- 1964: Premier Orfeon (Fernsehserie)
- 1965: Cucurrucucú Paloma
- 1965: Los fantasmas burlones
- 1969: La criada bien criada (Fernsehserie)
- 1972: La criada bien criada
- 1979: La criada maravilla
- 1980: Mis huéspedes (Fernsehserie)
- 1980: A fuego lento
- 1980: Unos granujas decentes
- 1981: Rocky Carambola
- 1981: Las noches del Blanquita
- 1983: Teatro Follies
- 1984: La pasión de Isabela (Fernsehserie)
- 1984: Las travesuras de Paquita (Fernsehserie)
- 1985: Salón de belleza (Fernsehserie)
- 1992: Baila conmigo (Fernsehserie)
- 1993: Las mil y una aventuras del metro
- 1995: María José (Fernsehserie)
- 1997: Desencuentro (Fernsehserie)
- 1999: Cuento de Navidad (Miniserie)
- 2000: Siempre te amaré (Fernsehserie)
- 2003: De pocas, pocas pulgas (Fernsehserie)
- 2006: Mujer, casos de la vida real (Fernsehserie)
- 2009: Sortilegio (Fernsehserie)